# أوثيلان (الدلم)
أوثيلان، هي قرية من فئة (ب) تقع في محافظة الدلم، والتابعة لمنطقة الرياض في السعودية. وتبعد أوثيلان عن محافظة الدلم بمسافة تقارب () كم.